# ای‌دی‌اس ۱۶۴۰۲
ای‌دی‌اس ۱۶۴۰۲ یک ستاره است که در صورت فلکی چلپاسه قرار دارد.